# Jaskółki (Strzelce Małe)
Jaskółki – część wsi Strzelce Małe w Polsce położona w województwie łódzkim, w powiecie radomszczańskim, w gminie Masłowice.
W latach 1975–1998 Jaskółki administracyjnie należały do województwa piotrkowskiego.